# وئام الدخيل
وئام الدخيل (1989) مذيعة سعودية.

## عن حياتها
تعتبر وئام خريجة قسم الإعلام في الجامعة اللبنانية الأمريكية، وقد التحقت بمكتب صحيفة الحياة في بيروت كمتدربة، ثم التحقت بدورة التقديم التلفزيوني الإخباري في مركز “الجزيرة” للتدريب الإعلامي التابع للقناة القطرية، دون أن تظهر على شاشتها في العام 2013، باشرت وئام عملها كمراسلة في قناة CNBC عربية من مدينة جدة، حيث كانت أول مراسلة سعودية في المحطة حينها وفي العام التالي عام 2014، انضمت إلى قناة روتانا خليجية، حيث عملت هناك في برنامج القناة “سيدتي”.

## ظهورها في التلفزيون السعودي
في يوم 20 سبتمبر 2018 قدمت المذيعة وئام الدخيل نشرة أخبار التاسعة والنصف مساء على شاشة التلفزيون السعودي بجانب عمر النشوان وبهذا تعتبر أول مذيعة سعودية تقدم نشرة الأخبار على شاشة التلفزيون السعودي منذ إنشائه (حيث إقتصر عمل المذيعات على البرنامج فقط) وجائت هذه المباردة قبيل اليوم الوطني السعودي 88.